# Cannocchiale

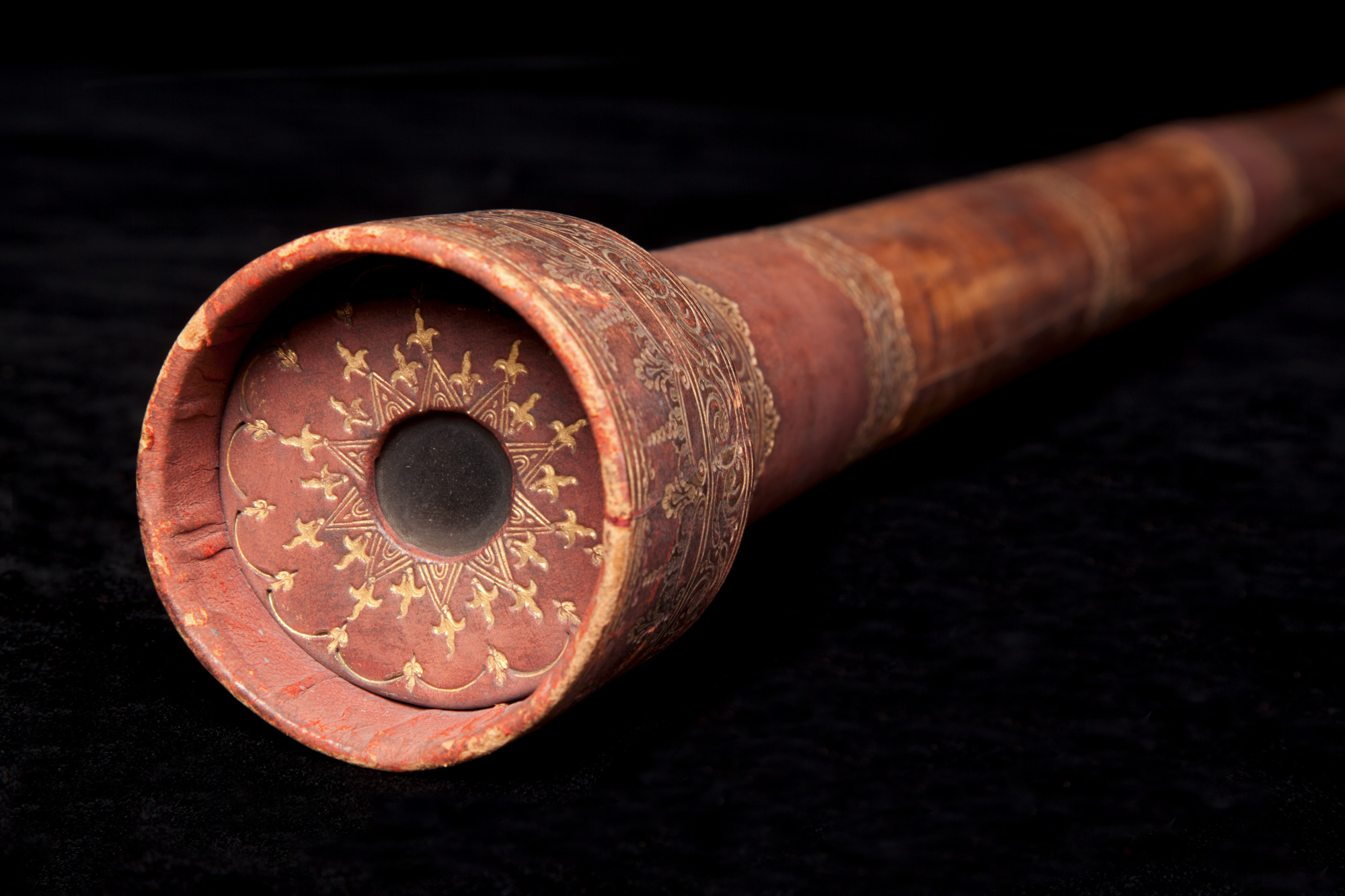
Riproduzione di un cannocchiale galileiano (dettaglio) conservata al Museo nazionale della scienza e della tecnologia Leonardo da Vinci, Milano; l'originale si trova al Museo Galileo di Firenze

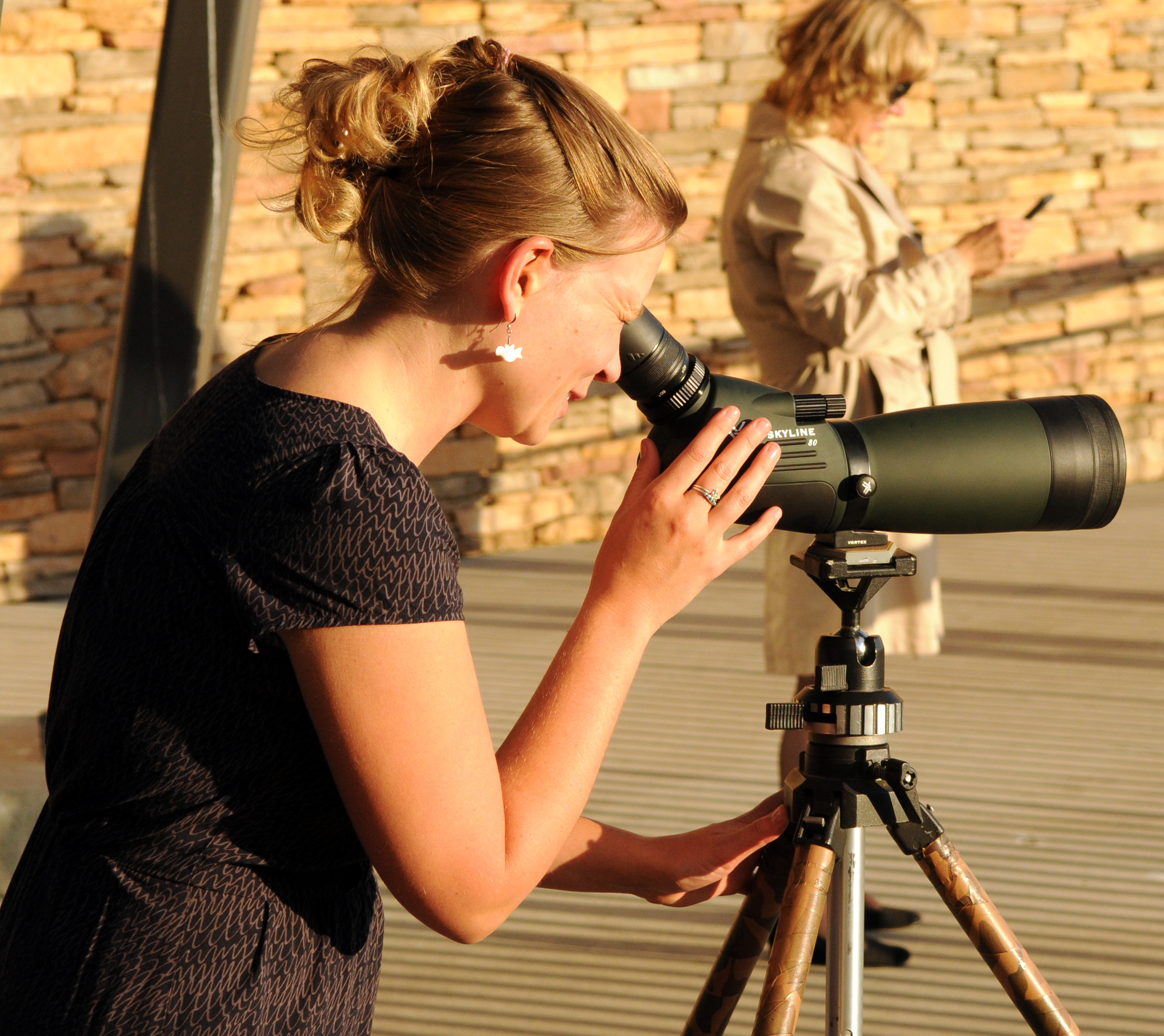
Cannocchiale prismatico

Il cannocchiale o anche canocchiale (da occhiale a forma di canna ) o spottingscope (cannocchiale da osservazione) è uno strumento ottico monoculare a rifrazione, per l'osservazione ingrandita e diretta di oggetti lontani perlopiù terrestri. La forma più semplice e primitiva, nata nei primi anni del 1600, è conosciuta come «cannocchiale galileiano» e costituita da un tubo o canna (detto “tubo ottico”) alle cui estremità vengono poste due lenti ottiche, una positiva con funzione di obiettivo e l'altra negativa con funzione di oculare; questa forma risulta molto simile a quella del telescopio, ma possiede uno schema ottico conosciuto come schema galileiano (in onore a Galileo Galilei), in grado di fornire immagini ottiche dritte o già raddrizzate, senza bisogno di prismi raddrizzatori o di altre lenti (necessarie invece al telescopio comune e nel cannocchiale kepleriano).
La configurazione ottica galileiana, fu usata molto in campo nautico e militare, fino all'avvento dei prismi ottici; ora è praticamente in disuso dalla seconda metà del XX secolo, presente solo in alcuni rifacimenti storici (di basso costo e/o semi-giocattoli) dei vecchi binocoli da teatro e dei cannocchiali telescopici (estensibili) di uso sui velieri (dei pirati), oppure per alcuni «occhiali da chirurgo» (con schemi più complessi). Da vari decenni si usano invece i cannocchiali prismatici, nonostante risultino un po' meno luminosi, più pesanti e più lunghi (relativamente alla lunghezza focale totale), in quanto offrono un campo visivo normalmente più ampio. Mentre, ad esempio, per il classico mirino ottico telescopico, detto «cannocchiale da puntamento», in uso sui fucili di precisione o sulle carabine da caccia, ecc, si utilizza più efficacemente lo schema kepleriano a lenti, per il raddrizzamento delle immagini del obiettivo.
In ogni caso, con il termine «cannocchiale» si intende qualunque strumento ottico monoculare, in grado di dare all'osservatore un'immagine dritta (già raddrizzata), indipendentemente dallo schema ottico utilizzato.

## Storia

### Invenzione

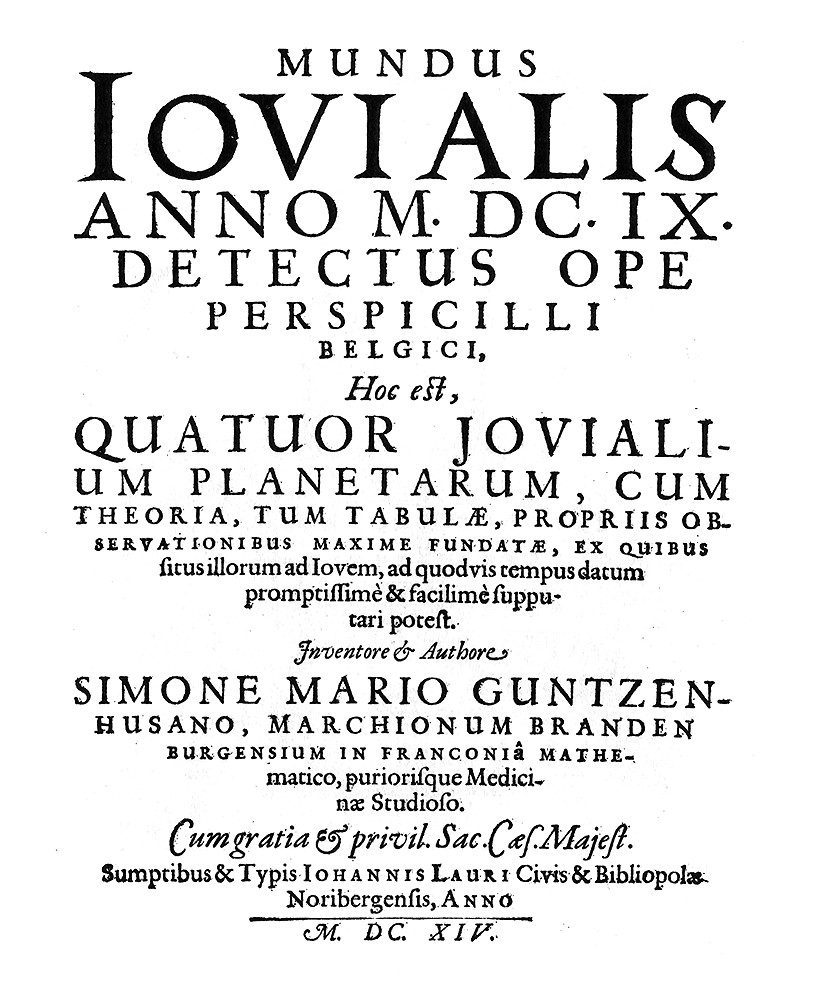
Mundus-l

La storia del cannocchiale, certificata da documenti, sembra avere inizio in Olanda nei Paesi Bassi, nel primo autunno del 1608. Tuttavia, l'esatta paternità del cannocchiale risulta ancora piuttosto incerta, perché troppe ipotesi abbondano sugli aspiranti padri. Di certo, le costruzioni realizzate da Galileo Galilei e le sue scoperte astronomiche, certificano che sia una figura fondamentale legata al cannocchiale e a questo schema ottico. 
Il luterano Simon Mayr (Marius) nel suo Mundus Jovialis, scritto nel 1614, scrive che un certo olandese («quidam belga») era presente alla fiera di Francoforte tenutasi nel settembre del 1608, offrendo a caro prezzo (300 fiorini) un esemplare di cannocchiale (ma con una lente rotta). 
Nel 1618, Girolamo Sirtori pubblica a Francoforte il Telescopium sive ars perficiendi, (Telescopio o arte della prestazione), in cui, oltre a descrivere la tecnica di costruzione, dà notizie sulla prima diffusione dello strumento. Il Sirtori sembra indicare Johannes Lippershey quale inventore, ma aggiunge che questo occhialaio (optometrista) aveva appreso il segreto da un viaggiatore che era arrivato al suo negozio.
Hans Lipperhey (Lippershey) (1619) era nato a Wesel in Westfalia e faceva l'occhialaio nella città di Middelburg, nell'isola di Walcheren (Zelanda). Un documento del 2 ottobre 1608 cita la sua richiesta di brevetto in cambio del mantenimento del segreto dell'invenzione. Esiste anche una lettera del 25 settembre 1608 inviata al principe Maurizio di Nassau da parte del Consiglio Municipale di Middelburg, nella quale Lipperhey afferma di essere in possesso di uno strumento che permette di vedere cose lontane come se fossero vicine. Il principe Maurizio di Nassau (figlio di Guglielmo di Orange) era lo Stadhouder (ossia luogotenente governatore) della Repubblica delle Sette Province Unite protestanti (approssimativamente gli attuali Paesi Bassi) in ribellione contro i cattolici degli Asburgo di Spagna dei Paesi Bassi spagnoli (che è approssimativamente l'attuale Belgio). 
Jacob Adriaenszoon (1628), nativo di Alkmaar (cittadina a nord di Amsterdam), in una lettera inviata verso la metà di ottobre 1608 alle Province Unite diceva di poter fornire un telescopio di qualità superiore a quello di Lipperhey. Il fratello di Jacob era Adriaen Adriaenszoon, uno degli allievi di Tycho Brahe e successivamente professore di Astronomia e Matematica a Franeker, nella Frisia. Il padre era Adriaen Anthonisz, ingegnere militare e matematico, di cui è nota un'approssimazione per pi-greco = 355/113 nota come “proporzione di Metius”. 
Cartesio, nella sua Dioptrique del 1637, considera il Metius quale il vero inventore del cannocchiale, ma forse è influenzato dalla sua amicizia con il fratello Adriaen. 
Sacharias Jansen (1588-1632), anche lui di Middelburg e vicino di casa di Lipperhey, secondo la testimonianza del figlio Johannes Sachariassen, nato nel 1611, citata da Borel nel suo De vero telescopii inventore, avrebbe costruito un telescopio già nel 1590.
Molte date riportate dal figlio sono però incerte o contraddittorie e vanno prese cum grano salis, perché si riferiscono a ricordi di avvenimenti risalenti a molti anni prima. Comunque, nel documento citato si parla di una lunghezza dello strumento attorno ai 40 centimetri e si afferma che i migliori strumenti furono offerti sia al principe Maurizio di Nassau sia al suo rivale, l'arciduca Alberto VII di Asburgo, governatore dei Paesi Bassi cattolici, che è uno dei personaggi centrali di questa storia. Comunque, è certo che nell'autunno del 1608 i tempi erano maturi e che notizie e informazioni sull'invenzione si stavano rapidamente diffondendo.

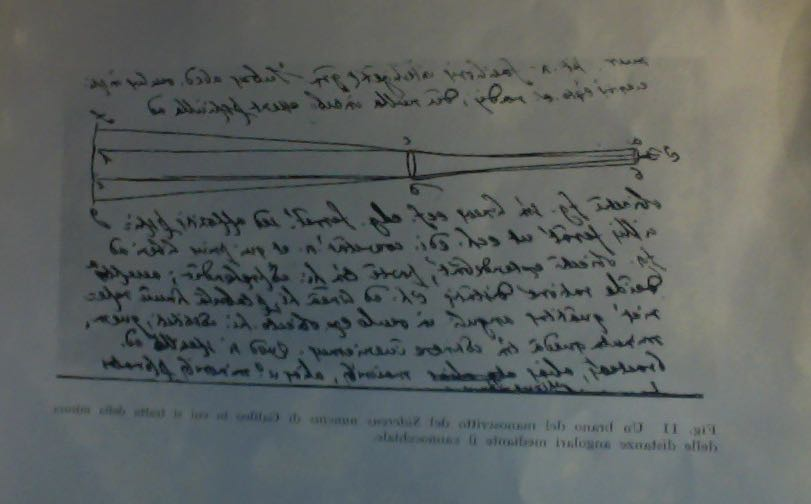
Un brano del manoscritto del "Sidereus nuncius" di Galileo

Nel 1609 giunse in Venezia la notizia che presso certi artigiani fiamminghi si costruivano degli «occhiali» speciali mediante i quali era possibile vedere gli oggetti lontani come se fossero più vicini, con ingrandimenti di circa tre-quattro volte (3x ÷ 4x). Questi strumenti in realtà erano stati realizzati a Venezia circa venti anni prima (~ 1589), inviate al Granduca di Toscana dal suo servizio di spionaggio ramificato in tutti i paesi d'Europa, e si narrava di questi strumenti come del loro potenziale uso militare e astronomico, ma senza un particolare rilievo. Arrivata la notizia in Venezia, verosimilmente a Paolo Sarpi, Galileo, forse coadiuvato dal Sarpi o da Agostino da Mula, si mise a studiare il modo di migliorarne le prestazioni, modificando la struttura e riuscendo effettivamente a costruire degli strumenti decisamente notevoli per quel tempo, con ingrandimenti più che raddoppiati e con una qualità ottica di più alto spessore. 
Galileo non riconobbe mai il contributo datogli da Sarpi, ma approfittò subito del nuovo strumento creato, per una spregiudicata operazione di promozione della propria immagine pubblica. La lettera scritta nel 1609 da Galileo al Doge, per accompagnare l'offerta del cannocchiale alla Serenissima per fini militari e per chiedere una cattedra, è un capolavoro di propaganda e di millanteria scientifica.
Grazie a questa presunta scoperta e ai chiari vantaggi militari offerti dal cannocchiale, a Galileo fu attribuito uno stipendio annuo di 1000 fiorini e gli venne conferita la cattedra a vita. La Repubblica veneta commissionò a Galileo anche un certo numero di cannocchiali per le proprie navi, ma il vantaggio militare nel giro di pochi anni sparì, poiché molte marinerie riuscirono a procurarsi degli strumenti simili. Il cannocchiale tuttavia era uno strumento scientifico e Galileo, con «curiosità informata», decise di rivolgerlo fin da subito all'osservazione degli astri. In rapida successione Galileo scoprì che le nubi della Via Lattea erano in verità grandi ammassi di stelle, che la Luna aveva valli e montagne come la Terra e che Giove aveva ben quattro satelliti (lune). I primi risultati furono pubblicati nel giro di pochi mesi, in un libretto dal titolo Sidereus Nuncius (Annunciatore Celeste), che per la sua prosa latina scarna e diretta e per l'esteso uso della grafica, può essere considerato molto più vicino ai moderni rapporti scientifici che alla letteratura astronomica del tempo.

### Caratteristiche dei prototipi
I primi cannocchiali avevano pochi ingrandimenti (~ 3x), probabilmente non accompagnati da un corrispondente aumento del potere risolutivo. Galileo, (forse aiutato da un qualche suo amico e consigliere) si rese però conto delle potenzialità militari di questi dispositivi, se opportunamente migliorati. Infatti, una volta riuscito nel suo intento, corse dal Doge di Venezia per venderglieli come strumenti di guerra, anche se poi ne rivolse uno «perfettissimo» verso il cielo per osservare gli astri. Probabilmente, questi cannocchiali potevano avere circa 10 ingrandimenti (~ 10x). Il merito di Galileo, quando nella primavera-estate del 1609 costruì i suoi primi cannocchiali, fu quello di adoperare lenti di alta qualità, fornitegli dagli artigiani veneziani (delle quali lui comunque scartava la maggior parte) e di ridurne ulteriormente le aberrazioni mediante una forte diaframmatura.

### Galileiani o Kepleriani?

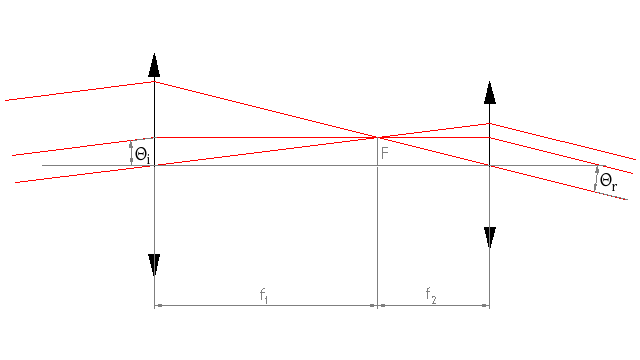

Dopo la morte di Galileo (1642), i cannocchiali galileiani vennero man mano "sostituiti" dai cannocchiali cosiddetti «kepleriani»; tuttavia, lo schema galileiano fu ampiamente usato nel tempo fino all'invenzione dei prismi (~ 1850). Fu il frate cappuccino A. M. Schyrlaeus (Antonius Maria Schyrlaeus de Rheita) del monastero di Rheita in Boemia a essere generalmente accreditato della costruzione dei kepleriani, dopo che nel suo Oculus Enoch et Eliae ..., pubblicato ad Anversa nel 1645, scrisse di un nuovo telescopio da lui inventato e ne descriveva i vantaggi per la nitidezza delle immagini e il superiore campo visuale. Lo stesso padre Schyrlaeus, descriveva cannocchiali a due e più (lenti) convesse. In un crittogramma descrisse anche di un telescopio (termine già usato dal 1611) con quattro convesse (che sembrerebbe un cannocchiale), senza però dare dettagli sulla sua costruzione. Perciò, che tra gli strumenti di Alberto VII ci fosse un cannocchiale kepleriano o astronomico, può apparire sorprendente, ma forse non del tutto inspiegabile. Le prime notizie di strumenti costruiti con questo nuovo schema ottico, risalgono al 1630-1631, quando, nel suo libro Rosa Ursina sive Sol, padre Scheiner afferma di aver fatto delle osservazioni con un siffatto tipo di telescopio nel 1617, alla presenza dell'arciduca Massimiliano III, arciduca del Tirolo e fratello di Alberto VII. In una lettera del gennaio 1615, Scheiner scrive anche di “un nuovo strumento”, che potrebbe essere il kepleriano.
Dagli scritti di Scheiner, studiati da [F. Daxecker], risulta che, nel maggio del 1616, Massimiliano III aveva ottenuto un cannocchiale astronomico che rovesciava le immagini e che lui voleva invece utilizzare per osservazioni terrestri («opti- cum quodam instrumentum [...] imagines inversas red- dered, Serenissimus rectas videre cuperet») e Scheiner risolse il problema aggiungendo una terza lente, molto probabilmente applicando le teorie di Keplero che, nella Dioptrice, aveva suggerito l'utilizzo di una terza lente “raddrizzatrice” per trasformare un cannocchiale “astronomico” in “terrestre”. È poi da riportare come [Johannes Sachariassen] avesse dichiarato, nel 1655, di fronte al notaio Simon Van Beaument, di aver costruito assieme al padre Sacharias Jansen, verso il 1618, dei “lunghi tubi”, di quelli usati per osservare le stelle e la Luna.
Si suppone che il lungo tubo sia stato un kepleriano perché nel galileiano, se il fuoco dell'obiettivo è molto lungo, il campo si restringe tanto da rendere impraticabili le osservazioni. L'esistenza di contatti tra il Sachariassen e l'arciduca è testimoniata da Willem Boreel, nativo di Middelburg e ambasciatore delle Province Unite in Francia, il quale, in una lettera riportata nel De Vero Telescopii Inventore di Pierre Borel del 1655, afferma che Sacharias Jansen con il padre Hans, occhialaio e proprietario di un'officina di ottica, avrebbero costruito il primo microscopio, un esemplare del quale sarebbe stato offerto all'arciduca Alberto VII. 
Ricordiamo che in Italia, il primo cannocchiale astronomico viene costruito a Napoli dal Fontana, il quale, nel 1646, nell'opera Novae coelestium terrestriumq[ue] rerum observationes, scrive di aver utilizzato un oculare convesso addirittura nel 1608, ossia prima che Keplero proponesse il suo nuovo schema ottico, e di aver mostrato lo strumento nel 1614 a padre Giovanni Baptista Zupo (e a padre Giacomo Staserio) il quale, in una deposizione allegata al libro, conferma la veridicità dell'affermazione.

## Tipi

### Cannocchiale di Galileo

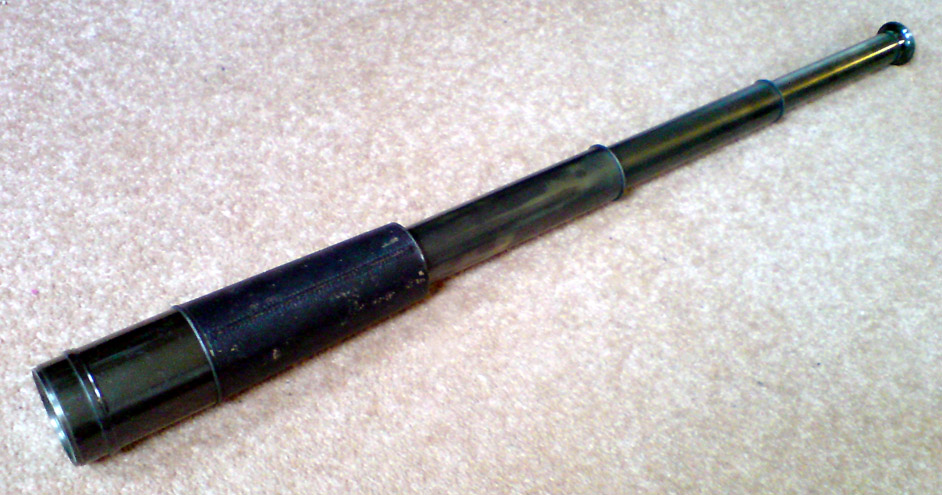
Cannocchiale

Il cannocchiale galileiano, consiste di base in un "telescopio rifrattore" che però presenta l'immagine raddrizzata (senza altri mezzi ottici aggiuntivi), grazie allo schema ottico utilizzato da Galileo Galilei. Lo schema è formato da un obiettivo a lente positiva (come tutti gli obiettivi ottici) e da un oculare a lente negativa (unico del sistema galileiano). Questa semplicità da luogo ai pregi di risultare il sistema più luminoso tra tutti e di dimensioni maggiormente ridotte rispetto ai coevi cannocchiali kepleriani. Ma presenta alcune limitazioni (più che altro per i binocoli galileiani) alla ampiezza del campo visivo e ai forti ingrandimenti. Gli unici due cannocchiali originali di Galileo, ancora esistenti al mondo, sono conservati nel museo galileiano di Firenze, e sono uno con potere di 14x e l'altro di 21x.

### Cannocchiale con lente raddrizzatrice

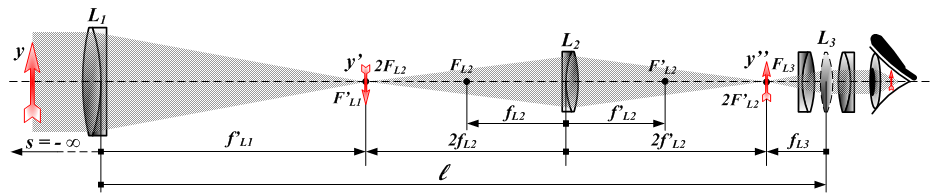
Cannocchiale con lente raddrizzatrice - Sistema 1.

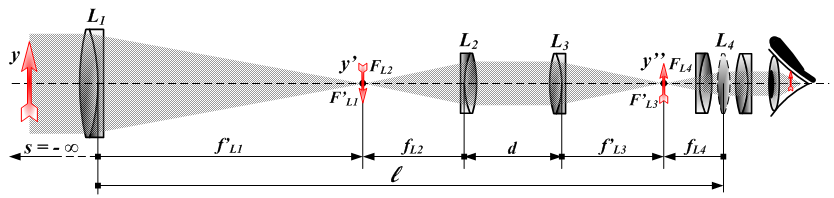
Cannocchiale con lente raddrizzatrice - Sistema 2.

In realtà, quando si dice cannocchiale si intende uno strumento ottico di tipo telescopico per guardare lontano, ma fondamentalmente in grado di raddrizzare l'immagine invertita dell'obiettivo (cosa che non fanno i telescopi). Questa specifica caratterizza il cannocchiale a strumento idoneo per le osservazioni terrestri (come i binocoli classici). E per questo, per trasformare un telescopio kepleriano (semplice telescopio rifrattore) in un cannocchiale, è necessario aggiungere al suo schema almeno una terza lente (o un paio di lenti) posta fra obiettivo e oculare (disegno - Sistema 1). Tale lente è detta raddrizzatrice (o invertente), poiché prioetta all'osservatore una nuova immagine dritta (come la vediamo normalmente ad occhio nudo), trasformandolo quindi in un cannocchiale. 
Gli svantaggi di questa soluzione sono, la maggiore lunghezza dello strumento finito (il cui tubo ottico aumentata di una quantità pari a quattro volte la focale della lente raddrizzatrice stessa), il limite dell'ampiezza del campo visivo e il fatto che la lente aggiuntiva introdurrà quasi certamente ulteriori aberrazioni, riducendo la nitidezza dell'immagine e abbassando anche la luminosità totale (o trasmittanza totale della luce). (vedi bibliografia)
Questi cannocchiali vengono usati ancora oggi per produrre i mirini dei fucili, chiamati tecnicamente "ottiche da puntamento". E lo schema più tipico è quello con due lenti raddrizzatrici (disegno - Sistema 2), usate anche per la funzione dello zoom ed altre funzioni tecniche.

### Cannocchiale prismatico

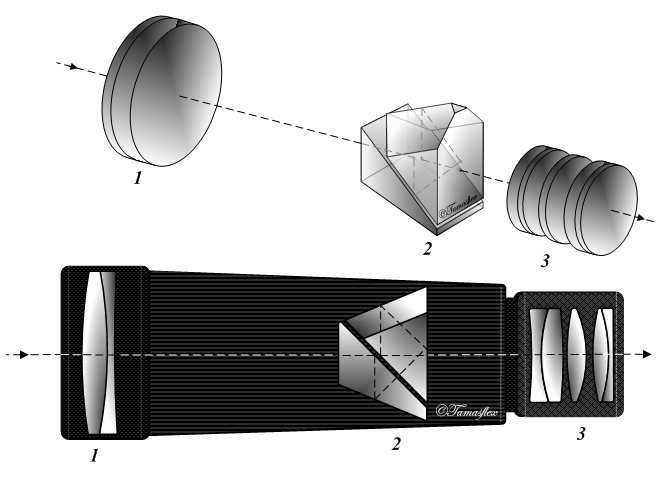
Cannocchiale prismatico

In pratica, è un telescopio kepleriano in cui l'immagine viene raddrizzata da un sistema prismatico (una coppia di prismi). I prismi (che possono essere a tetto o di Porro) permettono di ottenere cannocchiali di minore lunghezza e in genere con un ampio campo visivo, rispetto all'utilizzo delle lenti raddrizzatrici (cannocchiale kepleriano). Ma lo spessore del vetro dei prismi, le riflessioni interne e i vari passaggi aria-vetro affrontati dalla luce per attraversarli, riducono la luminosità (trasmittanza) dello strumento.
Nel gergo commerciale e comune moderno, questo strumento viene chiamato "monocolo", se è la metà di un binocolo, oppure anche spotting-scope, se gli ingrandimenti sono maggiori di 15x circa (in genere da 20x a 60x) ed usano spesso gli oculari zoom.

### Cannocchiale panoramico

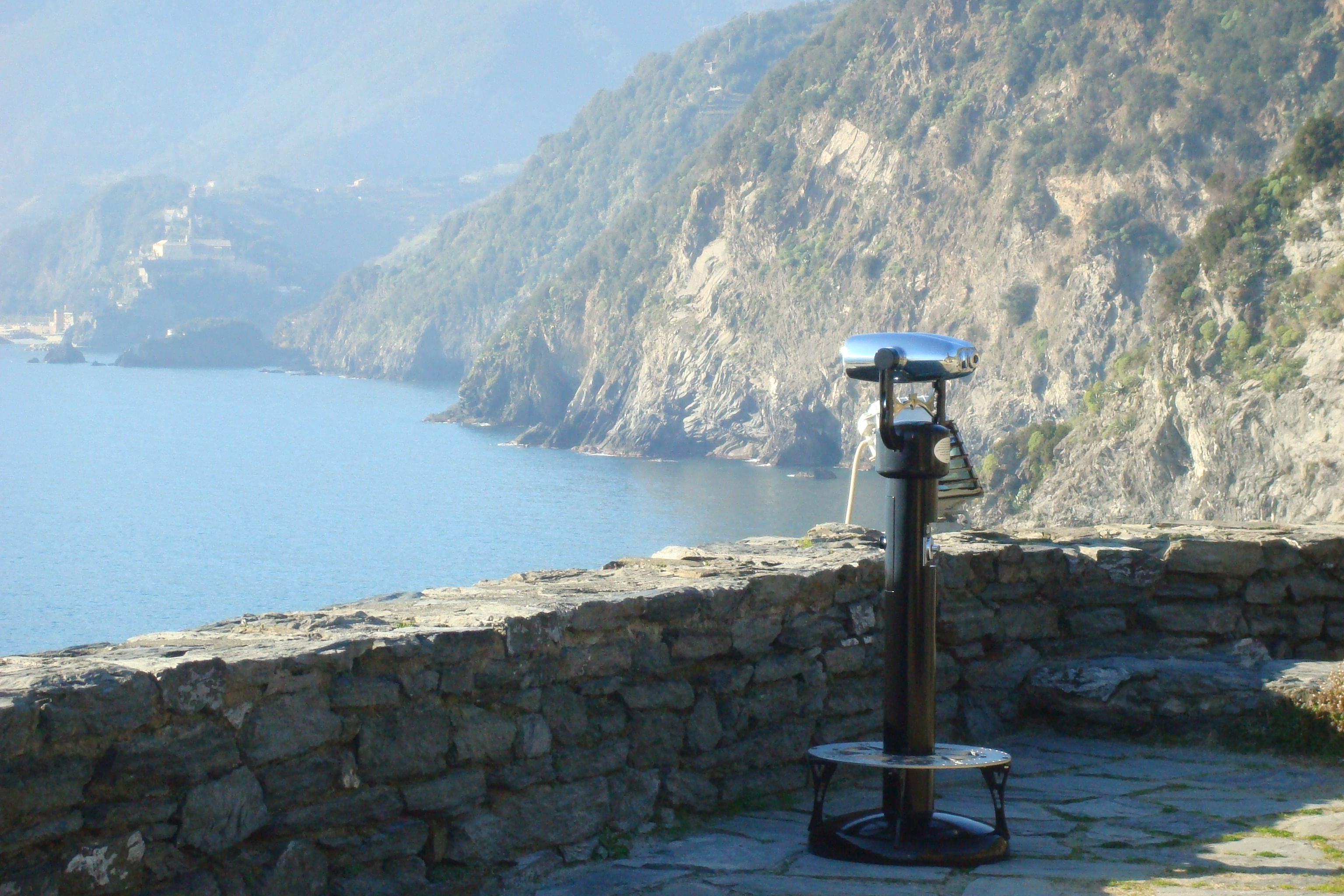
Cannocchiale panoramico.

Situati nei punti panoramici e turistici delle città e dei vari posti di belvedere, i cannocchiali (ma più spesso i binocoli) permettono la visione ingrandita del panorama circostante. Inserendo una moneta si attiva un congegno a tempo che apre un opportuno diaframma, consentendo l'utilizzo del cannocchiale. Questi tipi posseggono ottime caratteristiche di luminosità ed essendo a fuoco fisso (senza la messa a fuoco) tendono a facilitarne l'utilizzo. 

### Monocolo

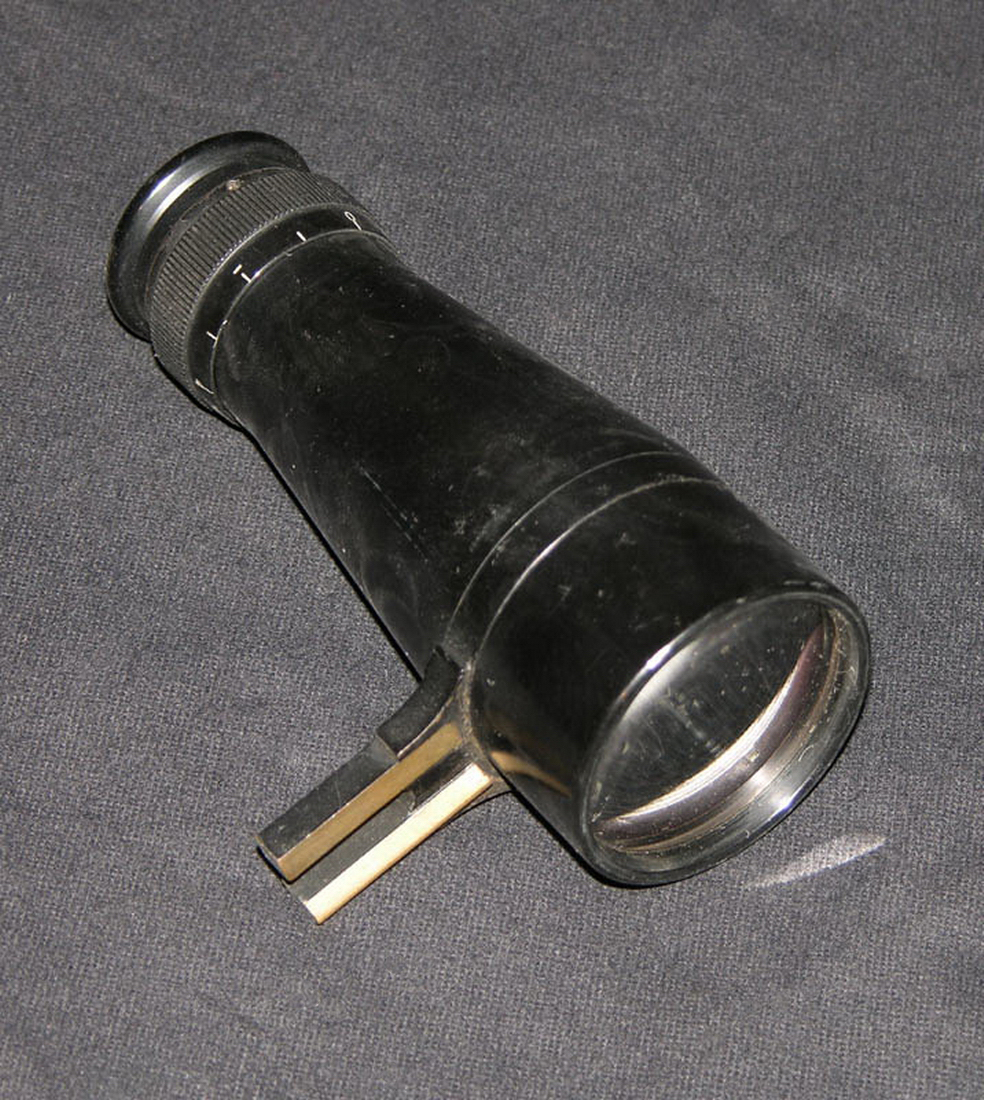
Monocolo

Il monocolo (dal lat. tardo monocŭlus agg. «che ha un occhio solo», comp. del gr. μονο- «mono-» e di ocŭlus «occhio») è un binocolo a singola canna, quindi è generalmente un cannocchiale prismatico (a prismi) o galileiano di piccole dimensioni, che per sua natura offre una visione monoculare, invece della tipica visione binoculare. Ancora oggi vengono prodotti e venduti come strumenti tascabili o di più facile utilizzo.

## L'arte e il cannocchiale
Le opere d'arte ci possono aiutare a comprendere meglio la struttura dei primi cannocchiali dell'epoca; un esempio è L'“Allegoria della Vista” di Jan Brueghel.

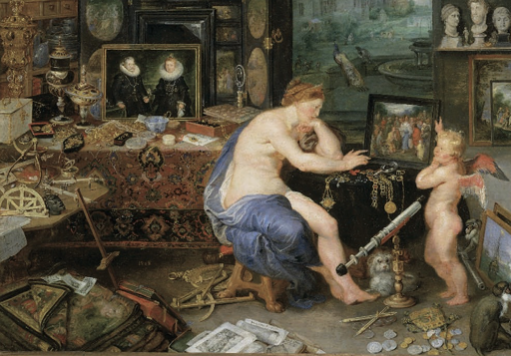
Fig. 7. Parte del quadro “Allegoria della Vista” di Jan Brueghel e Peter Paul Rubens, conservato al Museo Nazionale del Prado, Madrid.

Nell'Allegoria della vista di Jan Brueghel è descritta una sala interna dell'antico Palazzo Reale di Coudemberg. Le due figure centrali, Venere e Cupido, sono chiaramente opera di Rubens, mentre tutto il resto è opera di Brueghel. L'analisi del quadro eseguita da Matias Diaz-Padron, identifica nella figura femminile la Venere Celeste, figlia di Urano, in contrapposizione alla Venere “volgare” figlia di Giove e Giunone, il che sembra in accordo con la forte caratterizzazione astronomica degli oggetti presenti nel quadro. Quasi tutti i quadri riprodotti sono stati identificati e localizzati in musei o collezioni e sono una preziosa testimonianza di quello che era il collezionismo nei Paesi Bassi. Testimoniano altresì che non è opera di fantasia ma esatta riproduzione di oggetti esistenti.
Nel quadro è rappresentata una profusione di strumenti scientifici e astronomici, riprodotti con la minuziosa cura del dettaglio e lo stile micrografico che caratterizza la pittura fiamminga: oltre alla sfera armillare ci sono un compasso a punte fisse, un altro gnomone con bussola, una squadra graduata (compasso di proporzione), un sestante (teodolite), un goniometro, un grafometro. Ai piedi del tavolo, in terra, si trovano un goniometro e un astrolabio e davanti a questi dei libri di astronomia, uno dei quali ha il titolo De Cosmographie. C'è infine il cannocchiale principale con ai piedi un altro compasso.

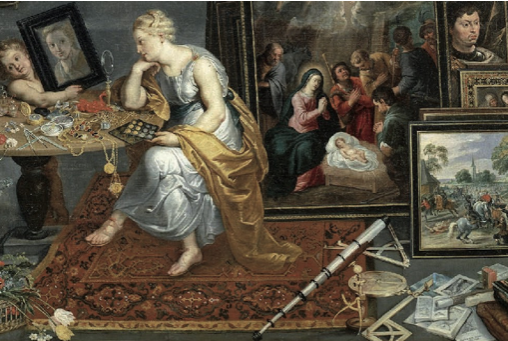
Fig. 8. Parte del quadro La vista e l'olfatto (ca. 1618) di vari autori, incluso Jan Bruegel, conservato al Prado.

Il cannocchiale è sorretto da un supporto verticale decorato di materiale bronzeo ed è costruito con 7 o 8 elementi metallico-argentei, rientranti tra di loro con una singolare guida-supporto semi-cilindrica di colore rossastro che, nella configurazione riprodotta (con gli elementi semi-inseriti l'un l'altro), interessa i quattro elementi maggiori. La struttura metallico-argentea dei vari elementi sorprende per l'alta qualità “tecnologica” della lavorazione, se confrontata sia con quella dei galileiani di cui è rimasta documentazione, sia con quella di cannocchiali successivi (es. Mariani, Divini, di quest'ultimo dotati di Erettore). Una stima approssimativa delle dimensioni del cannocchiale si può ottenere dal confronto relativo con parti vicine, oggetti, animali, ecc. Si ottengono circa 5-6 cm per il diametro massimo e circa 25-30 cm per la lunghezza dell'elemento maggiore. La lunghezza a pieno sviluppo risulterebbe di circa 170 centimetri. Si noti come gli ultimi elementi si restringono sensibilmente (di un fattore 2,6 rispetto all'elemento maggiore), fino a raggiungere un diametro stimato in circa due centimetri soltanto, per poi terminare in un grosso “oculare” di colore nero che a un esame accurato mostra una superficie esterna percorsa da quattro anelli.
Si noti anche che in terra, in posizione marginale dietro al Cupido, e tra questi e il quadro di soggetto marinaresco, s'intravede un cannocchiale di semplice forma cilindrica, quindi apparentemente un “olandese”, di lunghezza stimata attorno ai 40 centimetri, afferrato da una scimmia che sbuca da dietro il quadro. Un cannocchiale simile a quello principale qui descritto è riprodotto in un grande quadro, olio su tela, conservato anch'esso, ma non esposto, al Museo del Prado, dal titolo Alegoria de la vista y del olfato. Questo quadro, opera di Brueghel e diversi altri pittori (nello stile degli atelier di pittura del tempo), venne completato verso il 1618-1620, ed è in realtà una copia di un originale che andò bruciato nell'incendio del castello di Coudemberg nel 1731. Si notano in esso molti degli strumenti astronomici presenti nel primo quadro, appartenenti alla collezione dell'Arciduca. La differenza principale tra i due cannocchiali sta nel numero degli elementi, otto o nove invece di sette, e nel colore degli anelli che sono neri e non argentei; i supporti sono anche leggermente diversi. Comunque, il confronto tra i due mostra chiaramente che sono opera dello stesso artigiano.